# Warda al-Dżaza’irija
Warda al-Dżaza’irija, Warda Al-Jazairia (arab. وردة الجزائرية, właśc. Warda Fatouki, ur. w 22 lipca 1939 w Puteaux we Francji, zm. 17 maja 2012 w Kairze w Egipcie) – piosenkarka pochodzenia algierskiego i libańskiego.

## Życiorys
Warda urodziła się w Puteaux we Francji jako córka Libanki i Algierczyka. Zaczęła śpiewać w wieku 11 lat, w roku 1951. Szybko stała się znana dzięki wykonywaniu słynnych patriotycznych pieśni algierskich. Wyszła za mąż w 1962. Jej mąż zakazał jej śpiewać, jednakże w roku 1972 prezydent Algierii Houari Boumédienne poprosił ją o występ w wydarzeniach upamiętniających niepodległość Algierii. W rezultacie jej małżeństwo rozpadło się i Warda postanowiła poświęcić swoje życie muzyce. 
Następnie przeniosła się do Egiptu, gdzie poślubiła kompozytora Baligh Hamdi. Wystąpiła również w kilku filmach. 
Warda zmarła 17 maja 2012 w rezultacie nagłego zatrzymania krążenia. Miała 72 lata. Została pochowana w Algierii.